# Polybothris amorpha
Polybothris amorpha es una especie de escarabajo del género Polybothris, familia Buprestidae. Fue descrita científicamente por Laporte & Gory en 1836.

## Distribución geográfica
Habita en la región afrotropical.